# 伏蝇属
伏蝇属（学名：Phormia）为丽蝇科的一个属。

## 下属物种
本属包括以下物种：
- 伏蝇 Phormia regina (Meigen, 1826)